# Microdontomerus apianus
Microdontomerus apianus är en stekelart som beskrevs av Grissell 2005. Microdontomerus apianus ingår i släktet Microdontomerus och familjen gallglanssteklar. Inga underarter finns listade i Catalogue of Life.